# ジュール・ドニューフ
ジュール・ドニューフ（Jules Denefve、1814年 - 1877年8月19日）は、ベルギーのチェリスト、作曲家、指揮者、音楽教育者。

## 生涯
ドニューフはシメイに生まれた。彼は自宅で父から最初の音楽教育を施された。1833年にブリュッセル王立音楽院に入学したドニューフはチェリストのニコラ＝ジョゼフ・プラテルに師事したが、プラテルの死後は彼を引き継いだフランソワ・ド・ムンクの下で研鑽を積んだ。また、作曲と和声学に関してはフランソワ＝ジョゼフ・フェティスの薫陶を受けた。1836年には最初の学位を授与（2等賞だった）されたものの、モンス王立音楽院でチェロを教えるという仕事並びにモンスの歌劇場の管弦楽団のチェロ奏者という安定した職を提示されたため、それ以上勉学を続けることはなかった。彼はその後、音楽院の院長にまで登り詰めている。この町でドニューフは演奏協会、ハーモニー管弦楽団を率いるとともに、複数の合唱団で指揮者を務めた。合唱団に関わったことで彼は数々の合唱作品を作曲することになり、中にはベルギーやフランスの国境部で大きな人気を博した楽曲もあった。

## 作品
ドニューフはモンスの歌劇場のために4曲のオペラを作曲した。また、レクイエムが1曲、交響曲が数曲、室内楽曲やオルガンまたはハーモニウムのための教会音楽などが遺されている。合唱付きの交響曲がダンケルクで受賞するなど、彼の作品にはコンクールにおいて賞を獲得したものもある。彼はヘントの美術・文学王立アカデミーの会員を務め、アントウェルペンの芸術協会では通信会員であった。また、ベルギーやフランスの数々の合唱協会で名誉会員に選ばれていた  。